# IC 2067
IC 2067 ist ein Emissionsnebel im Sternbild Perseus. Das Objekt wurde am 9. Januar 1894 vom walisischen Astronomen Isaac Roberts entdeckt.